# Волинський Зіновій Мойсейович
Зіновій Мойсейович Волинський (1897 - 1968) — радянський вчений, доктор медичних наук, професор, генерал-майор медичної служби.
Автор близько 700 наукових статей і 5 монографій, а також ряду підручників.

## Біографія
Народився 2 червня 1897 року в Херсоні в єврейській сім'ї службовців.
У 1916 році закінчив гімназію, в 1924 році —  медичний інститут. Після закінчення інституту почав лікарську діяльність в Ленінграді. Наприкінці 1920-х років склав вступний іспит для проходження терапевтичного курсу післядипломної навчання на базі Обухівської лікарні, де керівником групи терапевтів був відомий професор Горшков Михайло Олексійович, що став згодом директором цієї лікарні. За рекомендацією Горшкова через два роки ординатури Волинський був призначений завідувачем терапевтичним відділенням, а з 1932 року за сумісництвом виконував обов'язки асистента кафедри терапії, очолюваної М. А. Горшковим.  З 1932 року перебував на службі в РСЧА військовим лікарем. У 1938 році був заарештований у зв'язку з єжовськими арештами ленінградських військових і деякий час сидів у тюрмі, провини не визнав і був звільнений.
Коли в 1938 році на базі Обухівської лікарні було відкрито 3-й Ленінградський медичний інститут, то за рекомендацією професора М. О. Горшкова, тимчасово виконуючого обов'язки завідувача кафедри факультетської терапії асистентом кафедри був призначений Зіновій Волинський. У 1939 році цією кафедрою став професор Мясников Олександр Леонідович (1899), який залишив на кафедрі Волинського, зарекомендував себе досвідченим викладачем і організатором лікувальної роботи. Незабаром Мясников призначив Зіновія Мойсейовича своїм заступником. Коли в 1940 році 3-й Ленінградський медичний інститут був перетворений у Військово-морську медичну академію (ВММА, створювалася для підготовки військово-морських лікарів для служби на кораблях і в госпіталях ВМФ, нині Військово-медична академія імені С. М. Кірова), О. Л. Мясников став начальником кафедри факультетської терапії, а З. М. Волинський був затверджений на посаді викладача цієї кафедри.
Учасник Великої Вітчизняної війни: в 1941 році — начальник госпіталю в блокадному Ленінграді, з 1942 року — начальник госпіталю і начальник санітарного відділу армії на Ленінградському фронті.
У 1955 році очолив кафедру госпітальної та військово-морської терапії ВММА. Став засновником і потім начальником кафедри військово-морської і загальної терапії Військово-медичної академії, а також засновником першої радіологічної лабораторії. Займався вивченням атеросклерозу, гіпертонічної хвороби, ревматизму, променевої хвороби і організації невідкладної терапевтичної допомоги на підводних човнах.  Був головним терапевтом Міністерства Оборони СРСР на військово-морському флоті, членом правління Всеросійського терапевтичного товариства. Брав участь в міжнародних конгресах по терапії та кардіології; брав участь в роботі редколегії журналу «Кардіологія», був членом редакційної ради видавництва «Медицина». Під його керівництвом було захищено більше 50 докторських і кандидатських дисертацій.
Звання генерал-майора медичної служби присвоєно 16 червня 1965 року.
Помер 13 серпня 1968 року в Ленінграді, де і був похований на Богословському кладовищі поруч зі своєю дружиною Рашель Ізраілевною.
Був нагороджений орденами Червоного Прапора, Червоної Зірки і Знак Пошани, а також медалями, серед яких «За бойові заслуги», «За оборону Ленінграда» та «За перемогу над Німеччиною у Великій Вітчизняній війні 1941-1945 рр.».

## Пам'ять
- У будівлі Військово-медичної академії (Заміський пр., 47) в 1997 році вченому була встановлена мармурова пам'ятна дошка з написом:  «Тут працював видатний клініцист, педагог і вчений, головний терапевт В. М.Ф. начальник кафедри військово-морської і госпітальної терапії, професор Волинський Зіновій Мойсейович. 1897-1968 »  (архітектор Таранов А. І.).
- У 2007 році В Санкт-Петербурзької військово-медичної академії на кафедрі військово-морської і загальної терапії відбулася науково-практична конференція, присвячена 50-річчю відкриття в Петербурзі першої радіологічної лабораторії. Вона була приурочена до 110-річчя з дня народження професора, засновника кафедри З. М. Волинського.